# Kimin
Kimin é um local povoado no distrito de Papum Pare em Arunachal Pradesh, na Índia. É o centro de um dos nove círculos administrativos do distrito. Está localizado a uma distância de aproximadamente 75 quilômetros de Itanagar, capital de Arunachal Pradesh.
O primeiro centro administrativo no distrito de Papum Pare foi aberto em Kimin em 1947.